# Huaniqueo, Hidalgo kommun
Huaniqueo är en ort i Mexiko.   Den ligger i kommunen Hidalgo och delstaten Michoacán de Ocampo, i den södra delen av landet, 150 km väster om huvudstaden Mexico City. Huaniqueo ligger 1 961 meter över havet och antalet invånare är 476.
Terrängen runt Huaniqueo är huvudsakligen kuperad. Huaniqueo ligger nere i en dal. Runt Huaniqueo är det ganska tätbefolkat, med 116 invånare per kvadratkilometer. Närmaste större samhälle är Ciudad Hidalgo, 5,7 km nordväst om Huaniqueo. Omgivningarna runt Huaniqueo är en mosaik av jordbruksmark och naturlig växtlighet.